# Igor Vukić
Igor Vukić (* 26. Januar 1966 in Zagreb) ist ein kroatischer Journalist, Politikwissenschaftler, Publizist und Holocaustleugner. Er wurde in der kroatischen Öffentlichkeit bekannt durch seine Forschungen über das KZ Jasenovac. Er behauptet, dass es dort keine Massenmorde gab und dass Jasenovac ein Arbeitslager war.

## Leben
Igor Vukić wurde 1968 in Zagreb in eine Familie serbischer Herkunft geboren. Seine Familie stammt aus Donja Gradina, ein Dorf direkt an der Mündung der Una in die Save, die hier zusammen die Grenze Bosnien-Herzegowinas zu Kroatien bilden. Sein Vater Nedeljko war mit seiner Familie in dem KZ Jasenovac inhaftiert.
Vukić besuchte die Grundschule in Pakračka Poljana und das Gymnasium in Kutina. 1992 diplomierte er an der Fakultät der Politikwissenschaften in Zagreb. Vukić arbeitete als Journalist für linksorientierte kroatische Zeitungen, wie Jutarnji list und Novi list. Er schreibt Kolumnen für das kroatische Magazin Hrvatski tjednik.
Sein Buch Arbeitslager Jasenovac aus dem Jahr 2018 resultiert aus Diskussionen zwischen Historikern in Kroatien. Unter Historikern ist umstritten, inwieweit und mit welcher Sorgfalt Vukić in dem Buch seine Quellen dokumentiert hat, die Neutralität in der Auswahl der Quellenbelege, und ob er neuere Forschungsergebnisse und neu zugängliche Quellen überhaupt berücksichtigt hat. Außerdem habe er ganze Passagen aus früheren Texten wörtlich übernommen, die jeweilige Zählung der Fußnoten aber beibehalten, ohne sie dem neuen Text anzupassen, das heißt, er habe mit wenig Sorgfalt gearbeitet. Außer dieser Nachlässigkeit wird ihm zum Beispiel vorgeworfen, er habe nur die Signatur der Rolle des jeweiligen Mikrofilms angegeben, der unter Umständen über 1000 Seiten dokumentiert, nicht aber die genaue Seitenzahl. Der Historiker Hrvoje Klasić bezeichnet Vukićs Werke als „revisionistisch“.

## Werke
- Jasenovački logori – istraživanja (Jasenovaclager – Forschungen; Mitautoren: Vladimir Horvat, Blanka Matković und Stipo Pilić)
- Radni logor Jasenovac (Arbeitslager Jasenovac)
- Labor Camp Jasenovac. Lulu.com, 2019, ISBN 978-0-35995208-3.